# اسب و سیب و بهار
اسب و سیب و بهار کتابی از احمدرضا احمدی با تصویرگری راشین خیریه، کورش پارسانژاد است که در سال ۱۳۹۴ از سوی نشر کانون پرورش فکری کودکان و نوجوانان منتشر و در سال ۲۰۱۶ در فهرست کلاغ سفید قرار گرفت.